# Kluby piłkarskie w międzynarodowych rozgrywkach UEFA w sezonie 2012/2013
Lista 237 drużyn biorących udział w międzynarodowych rozgrywkach klubowych prowadzonych przez Unię Europejskich Związków Piłkarskich (UEFA) w sezonie 2012/2013–  Lidze Mistrzów i Lidze Europy. Należą do nich zespoły, które zajęły najwyższe miejsca w rozgrywkach ligowych poszczególnych federacji, zdobywcy pucharów krajowych (bądź – w określonych przypadkach – ich finaliści) oraz zwycięzcy rankingu Fair Play UEFA.

## Zasady podziału miejsc w rozgrywkach
Miejsca w rozgrywkach klubowych UEFA zostały rozdzielone dla poszczególnych federacji na podstawie rankingu współczynników ligowych UEFA z 2010 roku. Współczynniki te obliczono na bazie punktów rankingowych zdobytych przez przedstawicieli tychże federacji w europejskich pucharach w przeciągu sezonów 2006/2007 – 2010/2011. Od pozycji zajmowanej przez daną federację w rankingu zależała zarówno liczba drużyn, które mogą ją reprezentować w Lidze Mistrzów i Lidze Europy UEFA, jak i umieszczenie ich w poszczególnych rundach tych turniejów.
W rozgrywkach klubowych UEFA w sezonie 2012/2013 najwięcej przedstawicieli – 7 – posiadają federacje z miejsc 1-3 w rankingu (Anglia, Hiszpania i Niemcy) oraz Holandia (dodatkowy zespół dzięki rankingowi Fair Play UEFA). Po 6 zespołów reprezentuje federacje z miejsc 4–8, po 5 – z miejsc 10–15 oraz Norwegia i Finlandia (dodatkowy zespół dzięki rankingowi Fair Play UEFA), po 4 – pozostałe, z wyjątkiem Liechtensteinu (1 drużyna) oraz Andory i San Marino (3 zespoły).

### Liga Mistrzów UEFA
W edycji 2012/2013 Ligi Mistrzów udział wzięło 76 zespołów z 52 federacji piłkarskich zrzeszonych w UEFA (poza Liechtensteinem). Zespoły zostały przydzielone do danych rund fazy kwalifikacyjnej oraz fazy grupowej zgodnie z rankingiem współczynników ligowych UEFA 2011.
Liczba zespołów kwalifikujących się do Ligi Mistrzów w sezonie 2012/2013:
- 4 drużyny z każdej z federacji zajmujących miejsca 1–3 w rankingu,
- 3 drużyny z każdej z federacji zajmujących miejsca 4–6 w rankingu,
- 2 drużyny z każdej z federacji zajmujących miejsca 7–15 w rankingu,
- 1 drużyna z każdej z federacji zajmujących miejsca 16–53 w rankingu (z wyjątkiem Liechtensteinu[2]).

Prawo udziału w rozgrywkach można było uzyskać poprzez:
- zajęcie odpowiedniego miejsca w tabeli ligowej,
- zwycięstwo w edycji 2011/2012 Ligi Mistrzów UEFA (jeśli zdobywca tego trofeum nie uzyskał miejsca w Lidze Mistrzów lub Lidze Europy UEFA 2010/2011 dzięki pozycji zajętej w rozgrywkach krajowych).

| Miejsca przysługujące danym federacjom w poszczególnych rundach | Miejsca przysługujące danym federacjom w poszczególnych rundach | Miejsca przysługujące danym federacjom w poszczególnych rundach | Miejsca przysługujące danym federacjom w poszczególnych rundach | Miejsca przysługujące danym federacjom w poszczególnych rundach | Miejsca przysługujące danym federacjom w poszczególnych rundach | Miejsca przysługujące danym federacjom w poszczególnych rundach | Miejsca przysługujące danym federacjom w poszczególnych rundach | Miejsca przysługujące danym federacjom w poszczególnych rundach | Miejsca przysługujące danym federacjom w poszczególnych rundach | Miejsca przysługujące danym federacjom w poszczególnych rundach | Miejsca przysługujące danym federacjom w poszczególnych rundach | Miejsca przysługujące danym federacjom w poszczególnych rundach |
| Lp                                                              | Federacje | Faza kwalifikacyjna                                             | Faza kwalifikacyjna                                             | Faza kwalifikacyjna                                             | Faza kwalifikacyjna                                             | Faza kwalifikacyjna                                             | Faza kwalifikacyjna                                             | Faza kwalifikacyjna                                             | Faza grupowa                                                    | Faza grupowa                                                    | Faza grupowa                                                    | Razem                                                           |
| Lp                                                              | Federacje | I runda                                                         | I runda                                                         | II runda                                                        | II runda                                                        | III runda                                                       | III runda                                                       | Runda play-off                                                  | Faza grupowa                                                    | Faza grupowa                                                    | Faza grupowa                                                    | Razem                                                           |
| --------------------------------------------------------------- | --- | --------------------------------------------------------------- | --------------------------------------------------------------- | --------------------------------------------------------------- | --------------------------------------------------------------- | --------------------------------------------------------------- | --------------------------------------------------------------- | --------------------------------------------------------------- | --------------------------------------------------------------- | --------------------------------------------------------------- | --------------------------------------------------------------- | --------------------------------------------------------------- |
| 1–3                                                             | Anglia • Hiszpania • Niemcy |                                                                 |                                                                 |                                                                 |                                                                 |                                                                 |                                                                 | L4                                                              | L3                                                              | L2                                                              | L1                                                              | 4                                                               |
| 4–5                                                             | Włochy • Francja |                                                                 |                                                                 |                                                                 |                                                                 |                                                                 |                                                                 | L3                                                              | L2                                                              | L1                                                              |                                                                 | 3                                                               |
| 6                                                               | Portugalia |                                                                 |                                                                 |                                                                 |                                                                 |                                                                 | L3                                                              |                                                                 | L2                                                              | L1                                                              |                                                                 | 3                                                               |
| 7–12                                                            | Rosja • Ukraina • Holandia • Turcja • Grecja • Dania • |                                                                 |                                                                 |                                                                 |                                                                 |                                                                 | L2                                                              |                                                                 | L1                                                              |                                                                 |                                                                 | 2                                                               |
| 13–15                                                           | Rumunia • Szkocja• Belgia |                                                                 |                                                                 |                                                                 |                                                                 | L2                                                              | L1                                                              |                                                                 |                                                                 |                                                                 |                                                                 | 2                                                               |
| 16                                                              | Szwajcaria |                                                                 |                                                                 |                                                                 |                                                                 | L1                                                              |                                                                 |                                                                 |                                                                 |                                                                 |                                                                 | 1                                                               |
| 17–40 42–47                                                     | Izrael • Czechy • Austria • Cypr • Bułgaria • Chorwacja • Białoruś • Polska • Słowacja • Norwegia • Serbia • Szwecja • Bośnia i Hercegowina • Finlandia • Irlandia • Węgry • Mołdawia • Litwa • Łotwa • Gruzja • Azerbejdżan • Słowenia • Macedonia • Islandia • Kazachstan • Czarnogóra • Albania • Estonia • Walia • Armenia |                                                                 |                                                                 | L1                                                              | L1                                                              |                                                                 |                                                                 |                                                                 |                                                                 |                                                                 |                                                                 | 1                                                               |
| 48–53                                                           | Malta • Irlandia Północna • Wyspy Owcze • Luksemburg • Andora • San Marino | L1                                                              | L1                                                              |                                                                 |                                                                 |                                                                 |                                                                 |                                                                 |                                                                 |                                                                 |                                                                 | 1                                                               |
| Razem                                                           | Razem | 6                                                               | 6                                                               | 31                                                              | 31                                                              | 13                                                              | 13                                                              | 5                                                               | 21                                                              | 21                                                              | 21                                                              | 76                                                              |

#### Miejsce dla obrońcy tytułu Ligi Mistrzów UEFA
Zgodnie z punktem 2.03 regulaminu rozgrywek Ligi Mistrzów UEFA 2012/2013, obrońca tytułu z poprzedniej edycji miał zagwarantowane miejsce w tych rozgrywkach, o ile nie zakwalifikował się do nich dzięki pozycji zajętej w tabeli ligowej. Obowiązywały przy tym następujące zasady:
1. jeśli obrońca tytułu pochodzi z federacji, która posiada 4 reprezentantów w Lidze Mistrzów, i zajął w lidze krajowej miejsce uprawniające do gry w Lidze Europy UEFA, zastępuje on w Lidze Mistrzów 4. drużynę ligi, a ta zostaje przeniesiona do Ligi Europy, wobec czego liczba reprezentantów danej federacji w pucharach europejskich nie zmienia się[3];
2. jeśli obrońca tytułu pochodzi z federacji, która posiada 4 reprezentantów w Lidze Mistrzów, i nie zakwalifikował się do pucharów europejskich poprzez rozgrywki krajowe, zastępuje on w Lidze Mistrzów 4. drużynę ligi, a ta zostaje przeniesiona do Ligi Europy, wobec czego liczba reprezentantów danej federacji w pucharach europejskich zwiększa się o 1 zespół[3];
3. jeśli obrońca tytułu pochodzi z federacji, która posiada mniej niż 4 reprezentantów w Lidze Mistrzów, i zajął w lidze krajowej miejsce uprawniające do gry w Lidze Europy UEFA, otrzymuje on prawo gry w Lidze Mistrzów obok innych do tego uprawnionych drużyn, a liczba reprezentantów danej federacji w pucharach europejskich zwiększa się o 1 zespół[3];
4. jeśli obrońca tytułu pochodzi z federacji, która posiada mniej niż 4 reprezentantów w Lidze Mistrzów, i nie zakwalifikował się do pucharów europejskich poprzez rozgrywki krajowe, otrzymuje on prawo gry w Lidze Mistrzów obok innych do tego uprawnionych drużyn, a liczba reprezentantów danej federacji w pucharach europejskich zwiększa się o 1 zespół[3].

Zwycięzca Ligi Mistrzów UEFA 2011/2012 – Chelsea – nie zdołał zakwalifikować się do Ligi Mistrzów UEFA poprzez pozycję zajętą w lidze, ale zakwalifikował się do Ligi Europy UEFA jako zdobywca pucharu Anglii 2011/2012.
W tej sytuacji nastąpiła zmiana w podziale miejsc w Lidze Mistrzów:
- 4 drużyna ligi angielskiej 2011/2012 zajęła miejsce w fazie grupowej Ligi Europy,
- miejsce w fazie play-off kwalifikacji zajęła 3 drużyna ligi portugalskiej 2011/2012 oraz wicemistrz Rosji 2011/2012.

### Liga Europy UEFA
W fazie kwalifikacyjnej edycji 2012/2013 Ligi Europy udział bierze 161 zespołów z 53 federacji piłkarskich zrzeszonych w UEFA. Zespoły zostały przydzielone do danych rund tej fazy zgodnie z rankingiem współczynników ligowych UEFA 2011. W rundzie play-off kwalifikacji dołączy do nich 15 drużyn, które odpadły w III rundzie kwalifikacyjnej Ligi Mistrzów. Miejsce w fazie grupowej będą miały zagwarantowane drużyny, które odpadły w fazie play-off Ligi Mistrzów. W 1/16 finału zagrają również zespoły, które zajęły 3. miejsca w fazie grupowej Ligi Mistrzów.
Łącznie w rozgrywkach edycji 2011/2012 Ligi Europy wezmą udział 194 drużyny.
Liczba zespołów kwalifikujących się do Ligi Europy w sezonie 2011/2012:
- 4 drużyny z każdej z federacji zajmujących miejsca 7–9 w rankingu,
- 3 drużyny z każdej z federacji zajmujących miejsca 1–6 oraz 10–51 w rankingu (z wyjątkiem Liechtensteinu[2]),
- 2 drużyny z Andory i San Marino,
- 1 drużyna z Liechtensteinu,
- dodatkowo 1 drużyna z każdej z federacji zajmujących 3 najwyższe miejsca w rankingu Fair Play UEFA 2011/2012 (Norwegia, Finlandia, Holandia).

Prawo udziału w rozgrywkach można było uzyskać poprzez:
- zajęcie odpowiedniego miejsca w tabeli ligowej (najwyższe pozycje za miejscami uprawniającymi do gry w Lidze Mistrzów UEFA – z wyjątkiem Liechtensteinu[2]),
- zwycięstwo lub udział w finale pucharu krajowego (w przypadku federacji angielskiej także zwycięstwo w Pucharze Ligi),
- zwycięstwo w edycji 2011/2012 Ligi Europy UEFA (jeśli zdobywca tego trofeum nie uzyskał miejsca w Lidze Mistrzów lub Lidze Europy UEFA 2012/2013 dzięki pozycji zajętej w tabeli ligowej),
- zajęcie jednego z 3 najwyższych miejsc w rankingu Fair Play UEFA.

W przypadku, gdy dana drużyna uzyskała kwalifikację jednocześnie na 2 z wymienionych wyżej sposobów, obowiązywały następujące reguły(przez „przesunięcie o rundę wyżej” rozumie się np. umożliwienie startu danej drużynie w III rundzie kwalifikacji zamiast w II rundzie):
- jeśli zdobywca pucharu krajowego uzyskał jednocześnie prawo gry w Lidze Mistrzów, w Lidze Europy mógł wystąpić finalista tego pucharu, zajmując miejsce w najniższej rundzie z puli przeznaczonej dla danej federacji (z wyjątkiem miejsc Fair Play) – wówczas pozostałe zespoły zostały przesunięte odpowiednio o jedną rundę wyżej;
- jeśli zarówno zdobywca pucharu krajowego, jak i jego finalista uzyskali prawo gry w rozgrywkach UEFA, w Lidze Europy mogła wystąpić drużyna, która zajęła w tabeli ligowej najwyższe z miejsc poniżej tych, które uprawniały pierwotnie do gry w Lidze Europy – wówczas pozostałe zespoły zostały przesunięte odpowiednio o jedną rundę wyżej;
- zdobywca pucharu krajowego zajmował miejsce w odpowiedniej rundzie Ligi Europy, bez względu na uzyskanie w tabeli ligowej miejsca uprawniającego do startu w tej samej lub niższej rundzie – wówczas w Lidze Europy mogła wystąpić drużyna, która zajęła w tabeli ligowej najwyższe z miejsc poniżej tych, które uprawniały pierwotnie do gry w Lidze Europy a pozostałe zespoły zostały przesunięte odpowiednio o jedną rundę wyżej.

| Miejsca przysługujące danym federacjom w poszczególnych rundach | Miejsca przysługujące danym federacjom w poszczególnych rundach                                         | Miejsca przysługujące danym federacjom w poszczególnych rundach | Miejsca przysługujące danym federacjom w poszczególnych rundach | Miejsca przysługujące danym federacjom w poszczególnych rundach | Miejsca przysługujące danym federacjom w poszczególnych rundach | Miejsca przysługujące danym federacjom w poszczególnych rundach | Miejsca przysługujące danym federacjom w poszczególnych rundach | Miejsca przysługujące danym federacjom w poszczególnych rundach | Miejsca przysługujące danym federacjom w poszczególnych rundach | Miejsca przysługujące danym federacjom w poszczególnych rundach | Miejsca przysługujące danym federacjom w poszczególnych rundach | Miejsca przysługujące danym federacjom w poszczególnych rundach | Miejsca przysługujące danym federacjom w poszczególnych rundach | Miejsca przysługujące danym federacjom w poszczególnych rundach | Miejsca przysługujące danym federacjom w poszczególnych rundach | Miejsca przysługujące danym federacjom w poszczególnych rundach | Miejsca przysługujące danym federacjom w poszczególnych rundach | Miejsca przysługujące danym federacjom w poszczególnych rundach | Miejsca przysługujące danym federacjom w poszczególnych rundach |
| Lp                                                              | Federacje                                                                                               | Faza kwalifikacyjna                                             | Faza kwalifikacyjna                                             | Faza kwalifikacyjna                                             | Faza kwalifikacyjna                                             | Faza kwalifikacyjna                                             | Faza kwalifikacyjna                                             | Faza kwalifikacyjna                                             | Faza kwalifikacyjna                                             | Faza kwalifikacyjna                                             | Faza kwalifikacyjna                                             | Faza kwalifikacyjna                                             | Faza kwalifikacyjna                                             | Faza kwalifikacyjna                                             | Faza kwalifikacyjna                                             | Faza kwalifikacyjna                                             | Faza kwalifikacyjna                                             | Faza grupowa                                                    | Razem                                                           |
| Lp                                                              | Federacje                                                                                               | I runda                                                         | I runda                                                         | I runda                                                         | I runda                                                         | I runda                                                         | I runda                                                         | II runda                                                        | II runda                                                        | II runda                                                        | II runda                                                        | II runda                                                        | II runda                                                        | III runda                                                       | III runda                                                       | Runda play-off                                                  | Runda play-off                                                  | Faza grupowa                                                    | Razem                                                           |
| --------------------------------------------------------------- | --- | --------------------------------------------------------------- | --------------------------------------------------------------- | --------------------------------------------------------------- | --------------------------------------------------------------- | --------------------------------------------------------------- | --------------------------------------------------------------- | --------------------------------------------------------------- | --------------------------------------------------------------- | --------------------------------------------------------------- | --------------------------------------------------------------- | --------------------------------------------------------------- | --------------------------------------------------------------- | --------------------------------------------------------------- | --------------------------------------------------------------- | --------------------------------------------------------------- | --------------------------------------------------------------- | --------------------------------------------------------------- | --------------------------------------------------------------- |
| 1-3                                                             | Anglia • Hiszpania • Niemcy                                                                             |                                                                 |                                                                 |                                                                 |                                                                 |                                                                 |                                                                 |                                                                 |                                                                 |                                                                 |                                                                 |                                                                 |                                                                 | L6                                                              | L6                                                              | L5                                                              | L5                                                              | P1                                                              | 3                                                               |
| 4–6                                                             | Włochy • Francja • Portugalia                                                                           |                                                                 |                                                                 |                                                                 |                                                                 |                                                                 |                                                                 |                                                                 |                                                                 |                                                                 |                                                                 |                                                                 |                                                                 | L5                                                              | L5                                                              | L4                                                              | L4                                                              | P1                                                              | 3                                                               |
| 7–8                                                             | Rosja • Ukraina                                                                                         |                                                                 |                                                                 |                                                                 |                                                                 |                                                                 |                                                                 | L5                                                              | L5                                                              | L5                                                              | L5                                                              | L5                                                              | L5                                                              | L4                                                              | L4                                                              | L3                                                              | P1                                                              |                                                                 | 4                                                               |
| 9                                                               | Holandia                                                                                                | FP                                                              | FP                                                              | FP                                                              | FP                                                              | FP                                                              | FP                                                              | L5                                                              | L5                                                              | L5                                                              | L5                                                              | L5                                                              | L5                                                              | L4                                                              | L4                                                              | L3                                                              | P1                                                              |                                                                 | 4+1                                                             |
| 10–15                                                           | Turcja • Grecja • Dania • Belgia • Rumunia • Szkocja                                                    |                                                                 |                                                                 |                                                                 |                                                                 |                                                                 |                                                                 | L4                                                              | L4                                                              | L4                                                              | L4                                                              | L4                                                              | L4                                                              | L3                                                              | L3                                                              | P1                                                              | P1                                                              |                                                                 | 3                                                               |
| 16-18                                                           | Szwajcaria • Izrael • Czechy                                                                            |                                                                 |                                                                 |                                                                 |                                                                 |                                                                 |                                                                 | L3                                                              | L3                                                              | L3                                                              | L2                                                              | L2                                                              | L2                                                              | P1                                                              | P1                                                              |                                                                 |                                                                 |                                                                 | 3                                                               |
| 19–21                                                           | Austria • Cypr • Bułgaria                                                                               |                                                                 |                                                                 |                                                                 |                                                                 |                                                                 |                                                                 | L3                                                              | L3                                                              | L2                                                              | L2                                                              | P1                                                              | P1                                                              |                                                                 |                                                                 |                                                                 |                                                                 |                                                                 | 3                                                               |
| 22-25                                                           | Chorwacja • Białoruś • Polska • Słowacja                                                                | L3                                                              | L3                                                              | L3                                                              | L3                                                              | L3                                                              | L3                                                              | L2                                                              | L2                                                              | L2                                                              | P1                                                              | P1                                                              | P1                                                              |                                                                 |                                                                 |                                                                 |                                                                 |                                                                 | 3                                                               |
| 26                                                              | Norwegia                                                                                                | FP                                                              | FP                                                              | FP                                                              | L3                                                              | L3                                                              | L3                                                              | L2                                                              | L2                                                              | L2                                                              | P1                                                              | P1                                                              | P1                                                              |                                                                 |                                                                 |                                                                 |                                                                 |                                                                 | 3+1                                                             |
| 27                                                              | Serbia                                                                                                  | L3                                                              | L3                                                              | L3                                                              | L3                                                              | L3                                                              | L3                                                              | L2                                                              | L2                                                              | L2                                                              | P1                                                              | P1                                                              | P1                                                              |                                                                 |                                                                 |                                                                 |                                                                 |                                                                 | 3                                                               |
| 28-29                                                           | Szwecja • Bośnia i Hercegowina                                                                          | L3                                                              | L3                                                              | L3                                                              | L2                                                              | L2                                                              | L2                                                              | P1                                                              | P1                                                              | P1                                                              | P1                                                              | P1                                                              | P1                                                              |                                                                 |                                                                 |                                                                 |                                                                 |                                                                 | 3                                                               |
| 30                                                              | Finlandia                                                                                               | FP                                                              | FP                                                              | L3                                                              | L3                                                              | L2                                                              | L2                                                              | P1                                                              | P1                                                              | P1                                                              | P1                                                              | P1                                                              | P1                                                              |                                                                 |                                                                 |                                                                 |                                                                 |                                                                 | 3+1                                                             |
| 31-32                                                           | Irlandia • Węgry                                                                                        | L3                                                              | L3                                                              | L3                                                              | L2                                                              | L2                                                              | L2                                                              | P1                                                              | P1                                                              | P1                                                              | P1                                                              | P1                                                              | P1                                                              |                                                                 |                                                                 |                                                                 |                                                                 |                                                                 | 3                                                               |
| 33–41                                                           | Mołdawia • Litwa • Łotwa • Gruzja • Azerbejdżan • Słowenia • Macedonia • Islandia • Kazachstan          | L3                                                              | L3                                                              | L2                                                              | L2                                                              | P1                                                              | P1                                                              |                                                                 |                                                                 |                                                                 |                                                                 |                                                                 |                                                                 |                                                                 |                                                                 |                                                                 |                                                                 |                                                                 | 3                                                               |
| 42                                                              | Liechtenstein                                                                                           | P1                                                              | P1                                                              | P1                                                              | P1                                                              | P1                                                              | P1                                                              |                                                                 |                                                                 |                                                                 |                                                                 |                                                                 |                                                                 |                                                                 |                                                                 |                                                                 |                                                                 |                                                                 | 1                                                               |
| 43–51                                                           | Czarnogóra • Albania • Estonia • Walia • Armenia • Malta • Irlandia Północna • Wyspy Owcze • Luksemburg | L3                                                              | L3                                                              | L2                                                              | L2                                                              | P1                                                              | P1                                                              |                                                                 |                                                                 |                                                                 |                                                                 |                                                                 |                                                                 |                                                                 |                                                                 |                                                                 |                                                                 |                                                                 | 3                                                               |
| 52–53                                                           | Andora • San Marino                                                                                     | L2                                                              | L2                                                              | L2                                                              | P1                                                              | P1                                                              | P1                                                              |                                                                 |                                                                 |                                                                 |                                                                 |                                                                 |                                                                 |                                                                 |                                                                 |                                                                 |                                                                 |                                                                 | 2                                                               |
| Razem                                                           | Razem                                                                                                   | 78                                                              | 78                                                              | 78                                                              | 78                                                              | 78                                                              | 78                                                              | 41                                                              | 41                                                              | 41                                                              | 41                                                              | 41                                                              | 41                                                              | 18                                                              | 18                                                              | 18                                                              | 18                                                              | 6                                                               | 161                                                             |

#### Miejsce dla obrońcy tytułu Ligi Europy UEFA
Zgodnie z punktem 2.06 regulaminu rozgrywek Ligi Europy UEFA 2012/2013, obrońca tytułu z poprzedniej edycji ma zagwarantowane miejsce w tych rozgrywkach, o ile nie zakwalifikował się – dzięki pozycji zajętej w tabeli ligowej – do Ligi Mistrzów UEFA. Wówczas miał on prawo gry w fazie grupowej Ligi Europy UEFA. Obowiązywały przy tym następujące zasady:
1. jeśli obrońca tytułu zakwalifikował się do Ligi Europy UEFA również dzięki miejscu w lidze lub udziałowi w finale pucharu krajowego, wtedy liczba miejsc przysługujących danej federacji nie ulega zmianie;
2. jeśli obrońca tytułu nie zajął żadnego z miejsc w rozgrywkach krajowych uprawniających do gry w europejskich pucharach, występuje on w Lidze Europy UEFA jako dodatkowa drużyna z danej federacji.

Zwycięzca Ligi Europy UEFA 2011/2012 – Atlético Madryt – uzyskał prawo gry w Lidze Europy UEFA dzięki zajęciu 5. miejsca w lidze.
W tej sytuacji nastąpiła zmiana w podziale miejsc w Lidze Europy:
- miejsce w fazie grupowej zajął zdobywca pucharu Rosji 2011/2012 (7. miejsce w rankingu),
- miejsce w fazie play-off kwalifikacji zajęli zdobywcy pucharu Szwajcarii i Izraela 2011/2012 (16. i 17. miejsce w rankingu),
- miejsce w III rundzie kwalifikacyjnej zajęli zdobywcy pucharu Austrii i Cypru 2011/2012 (19. i 20. miejsce w rankingu),
- miejsce w II rundzie kwalifikacyjnej zajęli zdobywcy pucharu Mołdawii, Litwy, Łotwy i Gruzji 2011/2012 (33. 34. 35. i 36. miejsce w rankingu).

## Przedstawiciele poszczególnych federacji
Federacje piłkarskie zostały ułożone w kolejności zgodnej z pozycjami zajmowanymi w rankingu współczynników ligowych UEFA 2011.
Oznaczenia w tabeli:
- wsp. – współczynnik klubowy drużyny z 2012 roku,
- runda pierwsza – runda, w której dana drużyna rozpoczęła swój udział w rozgrywkach,
- runda ostatnia – runda, w której dana drużyna zakończyła swój udział w rozgrywkach,
- – zdobywca pucharu krajowego,
- – finalista pucharu krajowego (oznaczenie użyte w przypadkach, w których wyróżnienie w tabeli obu finalistów uzasadnia podział miejsc w Lidze Europy UEFA).

### Miejsca 1–10 w rankingu UEFA
Anglia
| Drużyna           | Drużyna           | Wsp.                           | Sposób kwalifikacji            | Runda pierwsza              | Runda ostatnia |
| ----------------- | ----------------- | ------------------------------ | ------------------------------ | --------------------------- | -------------- |
|                   | Chelsea           | 135.882                        | obrońca tytułu (2011/2012)     | faza grupowa LM             | zwycięzca LE   |
| Manchester City   | 63.882            | 1. miejsce w lidze (2011/2012) | faza grupowa LM                | faza grupowa LM             |                |
| Manchester United | 141.882           | 2. miejsce w lidze (2011/2012) | 1/8 finału LM                  | faza grupowa LM             |                |
| Arsenal           | 113.882           | 3. miejsce w lidze (2011/2012) | 1/8 finału LM                  | faza grupowa LM             |                |
|                   | Tottenham Hotspur | 66.882                         | 4. miejsce w lidze (2011/2012) | faza grupowa LE             | 1/4 finału LE  |
|                   | Newcastle United  | 16.882                         | 5. miejsce w lidze (2011/2012) | runda play-off LE           | 1/4 finału LE  |
|                   | Liverpool         | 90.882                         | zdob. pucharu ligi (2011/2012) | III runda kwalifikacyjna LE | 1/16 finału LE |

Hiszpania
| Drużyna      | Drużyna         | Wsp.                           | Sposób kwalifikacji            | Runda pierwsza              | Runda ostatnia  |
| ------------ | --------------- | ------------------------------ | ------------------------------ | --------------------------- | --------------- |
|              | Real Madryt     | 121.837                        | 1. miejsce w lidze (2011/2012) | faza grupowa LM             | 1/2 finału LM   |
| FC Barcelona | 157.837         | 2. miejsce w lidze (2011/2012) |                                | faza grupowa LM             | 1/2 finału LM   |
| Valencia CF  | 89.837          | 3. miejsce w lidze (2011/2012) | 1/8 finału LM                  | faza grupowa LM             |                 |
|              | Málaga CF       | 16.837                         | 4. miejsce w lidze (2011/2012) | runda play-off LM           | 1/4 finału LM   |
|              | Atlético Madryt | 100.837                        | obrońca tytułu (2011/2012)     | faza grupowa LE             | 1/16 finału LE  |
|              | Levante UD      | 16.837                         | 6. miejsce w lidze (2011/2012) | runda play-off LE           | 1/16 finału LE  |
|              | Athletic Bilbao | 47.837                         | finalista pucharu (2011/2012)  | III runda kwalifikacyjna LE | faza grupowa LE |

Niemcy
| Drużyna          | Drużyna                  | Wsp.                           | Sposób kwalifikacji            | Runda pierwsza              | Runda ostatnia |
| ---------------- | ------------------------ | ------------------------------ | ------------------------------ | --------------------------- | -------------- |
|                  | Borussia Dortmund        | 31.037                         | 1. miejsce w lidze (2011/2012) | faza grupowa LM             | finalista LM   |
| Bayern Monachium | 133.037                  | 2. miejsce w lidze (2011/2012) | zwycięzca LM                   | faza grupowa LM             |                |
| FC Schalke 04    | 78.037                   | 3. miejsce w lidze (2011/2012) | 1/8 finału LM                  | faza grupowa LM             |                |
|                  | Borussia Mönchengladbach | 15.037                         | 4. miejsce w lidze (2011/2012) | runda play-off LM           | 1/16 finału LE |
|                  | Bayer Leverkusen         | 60.037                         | 5. miejsce w lidze (2011/2012) | faza grupowa LE             | 1/16 finału LE |
|                  | VfB Stuttgart            | 55.037                         | 6. miejsce w lidze (2011/2012) | runda play-off LE           | 1/8 finału LE  |
|                  | Hannover 96              | 31.037                         | 7. miejsce w lidze (2011/2012) | III runda kwalifikacyjna LE | 1/16 finału LE |

Włochy
| Drużyna | Drużyna        | Wsp.                           | Sposób kwalifikacji            | Runda pierwsza              | Runda ostatnia  |
| ------- | -------------- | ------------------------------ | ------------------------------ | --------------------------- | --------------- |
|         | Juventus       | 46.996                         | 1. miejsce w lidze (2011/2012) | faza grupowa LM             | 1/4 finału LM   |
| Milan   | 89.996         | 2. miejsce w lidze (2011/2012) | 1/8 finału LM                  | faza grupowa LM             |                 |
|         | Udinese        | 38.996                         | 3. miejsce w lidze (2011/2012) | runda play-off LM           | faza grupowa LE |
|         | Napoli         | 39.996                         | zdobywca pucharu (2011/2012)   | faza grupowa LE             | 1/16 finału LE  |
|         | Lazio          | 29.996                         | 4. miejsce w lidze (2011/2012) | runda play-off LE           | 1/4 finału LE   |
|         | Inter Mediolan | 104.996                        | 6. miejsce w lidze (2011/2012) | III runda kwalifikacyjna LE | 1/8 finału LE   |

Francja
| Drużyna             | Drużyna            | Wsp.                           | Sposób kwalifikacji            | Runda pierwsza              | Runda ostatnia  |
| ------------------- | ------------------ | ------------------------------ | ------------------------------ | --------------------------- | --------------- |
|                     | Montpellier HSC    | 11.835                         | 1. miejsce w lidze (2011/2012) | faza grupowa LM             | faza grupowa LM |
| Paris Saint-Germain | 45.835             | 2. miejsce w lidze (2011/2012) | 1/4 finału LM                  | faza grupowa LM             |                 |
|                     | Lille OSC          | 38.835                         | 3. miejsce w lidze (2011/2012) | runda play-off LM           | faza grupowa LM |
|                     | Olympique Lyon     | 94.835                         | zdobywca pucharu (2011/2012)   | faza grupowa LE             | 1/16 finału LE  |
|                     | Girondins Bordeaux | 58.835                         | 5. miejsce w lidze (2011/2012) | runda play-off LE           | 1/4 finału LE   |
|                     | Olympique Marsylia | 85.835                         | zdob. pucharu ligi (2011/2012) | III runda kwalifikacyjna LE | faza grupowa LE |

Portugalia
| Drużyna    | Drużyna           | Wsp.                           | Sposób kwalifikacji            | Runda pierwsza              | Runda ostatnia  |
| ---------- | ----------------- | ------------------------------ | ------------------------------ | --------------------------- | --------------- |
|            | FC Porto          | 98.069                         | 1. miejsce w lidze (2011/2012) | faza grupowa LM             | 1/8 finału LM   |
| SL Benfica | 87.069            | 2. miejsce w lidze (2011/2012) | finalista LE                   | faza grupowa LM             |                 |
|            | SC Braga          | 63.069                         | 3. miejsce w lidze (2011/2012) | runda play-off LM           | faza grupowa LM |
|            | Académica Coimbra | 11.069                         | zdobywca pucharu (2011/2012)   | faza grupowa LE             | faza grupowa LE |
|            | Sporting CP       | 82.069                         | 4. miejsce w lidze (2011/2012) | runda play-off LE           | faza grupowa LE |
|            | CS Marítimo       | 12.569                         | 5. miejsce w lidze (2011/2012) | III runda kwalifikacyjna LE | faza grupowa LE |

Rosja
| Drużyna | Drużyna          | Wsp.   | Sposób kwalifikacji            | Runda pierwsza              | Runda ostatnia    |
| ------- | ---------------- | ------ | ------------------------------ | --------------------------- | ----------------- |
|         | Zenit Petersburg | 79.066 | 1. miejsce w lidze (2011/2012) | faza grupowa LM             | 1/8 finału LE     |
|         | Spartak Moskwa   | 46.066 | 2. miejsce w lidze (2011/2012) | runda play-off LM           | faza grupowa LM   |
|         | Rubin Kazań      | 40.566 | zdobywca pucharu (2011/2012)   | faza grupowa LE             | 1/4 finału LE     |
|         | CSKA Moskwa      | 80.566 | 3. miejsce w lidze (2011/2012) | runda play-off LE           | runda play-off LE |
|         | Dinamo Moskwa    | 11.066 | 4. miejsce w lidze (2011/2012) | III runda kwalifikacyjna LE | runda play-off LE |
|         | Anży Machaczkała | 9.566  | 5. miejsce w lidze (2011/2012) | II runda kwalifikacyjna LE  | 1/8 finału LE     |

Ukraina
| Drużyna | Drużyna          | Wsp.                           | Sposób kwalifikacji            | Runda pierwsza              | Runda ostatnia              |
| ------- | ---------------- | ------------------------------ | ------------------------------ | --------------------------- | --------------------------- |
|         | Szachtar Donieck | 84.026                         | 1. miejsce w lidze (2011/2012) | faza grupowa LM             | 1/8 finału LM               |
|         | Dynamo Kijów     | 62.026                         | 2. miejsce w lidze (2011/2012) | III runda kwalifikacyjna LM | 1/16 finału LE              |
|         | Metalist Charków | 52.526                         | 3. miejsce w lidze (2011/2012) | runda play-off LE           | 1/16 finału LE              |
| Dnipro  | 14.026           | 4. miejsce w lidze (2011/2012) |                                | runda play-off LE           | 1/16 finału LE              |
|         | Arsenał Kijów    | 9.026                          | 5. miejsce w lidze (2011/2012) | III runda kwalifikacyjna LE | III runda kwalifikacyjna LE |
|         | Metałurh Donieck | 10.526                         | finalista pucharu (2011/2012)  | II runda kwalifikacyjna LE  | III runda kwalifikacyjna LE |

Holandia
| Drużyna    | Drużyna       | Wsp.                           | Sposób kwalifikacji            | Runda pierwsza              | Runda ostatnia              |
| ---------- | ------------- | ------------------------------ | ------------------------------ | --------------------------- | --------------------------- |
|            | Ajax          | 58.103                         | 1. miejsce w lidze (2011/2012) | faza grupowa LM             | 1/16 finału LE              |
|            | Feyenoord     | 12.603                         | 2. miejsce w lidze (2011/2012) | III runda kwalifikacyjna LM | runda play-off LE           |
|            | PSV Eindhoven | 76.103                         | zdobywca pucharu (2011/2012)   | runda play-off LE           | faza grupowa LE             |
| AZ Alkmaar | 44.103        | 4. miejsce w lidze (2011/2012) | runda play-off LE              | runda play-off LE           |                             |
|            | Heerenveen    | 20.103                         | 5. miejsce w lidze (2011/2012) | III runda kwalifikacyjna LE | runda play-off LE           |
|            | Vitesse       | 9.103                          | zwycięzca baraży (2011/2012)   | II runda kwalifikacyjna LE  | III runda kwalifikacyjna LE |
|            | Twente        | 57.103                         | ranking Fair Play (2011/2012)  | I runda kwalifikacyjna LE   | faza grupowa LE             |

Turcja
| Drużyna | Drużyna        | Wsp.   | Sposób kwalifikacji            | Runda pierwsza              | Runda ostatnia              |
| ------- | -------------- | ------ | ------------------------------ | --------------------------- | --------------------------- |
|         | Galatasaray SK | 38.615 | 1. miejsce w lidze (2011/2012) | faza grupowa LM             | 1/4 finału LM               |
|         | Fenerbahçe SK  | 41.615 | 2. miejsce w lidze (2011/2012) | III runda kwalifikacyjna LM | 1/2 finału LE               |
|         | Trabzonspor    | 20.115 | 3. miejsce w lidze (2011/2012) | runda play-off LE           | runda play-off LE           |
|         | Bursaspor      | 13.615 | finalista pucharu (2011/2012)  | III runda kwalifikacyjna LE | runda play-off LE           |
|         | Eskişehirspor  | 7.900  | 5. miejsce w lidze (2011/2012) | II runda kwalifikacyjna LE  | III runda kwalifikacyjna LE |

### Miejsca 11–20 w rankingu UEFA
Grecja
| Drużyna | Drużyna          | Wsp.   | Sposób kwalifikacji            | Runda pierwsza              | Runda ostatnia              |
| ------- | ---------------- | ------ | ------------------------------ | --------------------------- | --------------------------- |
|         | Olympiakos SFP   | 61.420 | 1. miejsce w lidze (2011/2012) | faza grupowa LM             | 1/16 finału LE              |
|         | Panathinaikos AO | 50.920 | 2. miejsce w lidze (2011/2012) | III runda kwalifikacyjna LM | faza grupowa LE             |
|         | PAE Atromitos    | 7.420  | 4. miejsce w lidze (2011/2012) | runda play-off LE           | runda play-off LE           |
|         | PAOK FC          | 27.920 | 5. miejsce w lidze (2011/2012) | III runda kwalifikacyjna LE | runda play-off LE           |
|         | Asteras Tripolis | 7.800  | 6. miejsce w lidze (2011/2012) | II runda kwalifikacyjna LE  | III runda kwalifikacyjna LE |

Dania
| Drużyna | Drużyna         | Wsp.   | Sposób kwalifikacji            | Runda pierwsza              | Runda ostatnia             |
| ------- | --------------- | ------ | ------------------------------ | --------------------------- | -------------------------- |
|         | FC Nordsjælland | 8.005  | 1. miejsce w lidze (2011/2012) | faza grupowa LM             | faza grupowa LM            |
|         | FC Kopenhaga    | 46.505 | 2. miejsce w lidze (2011/2012) | III runda kwalifikacyjna LM | faza grupowa LE            |
|         | FC Midtjylland  | 6.505  | 3. miejsce w lidze (2011/2012) | runda play-off LE           | runda play-off LE          |
|         | AC Horsens      | 5.505  | 4. miejsce w lidze (2011/2012) | III runda kwalifikacyjna LE | runda play-off LE          |
|         | Aarhus GF       | 5.505  | 5. miejsce w lidze (2011/2012) | II runda kwalifikacyjna LE  | II runda kwalifikacyjna LE |

Belgia
| Drużyna | Drużyna        | Wsp.   | Sposób kwalifikacji            | Runda pierwsza              | Runda ostatnia              |
| ------- | -------------- | ------ | ------------------------------ | --------------------------- | --------------------------- |
|         | RSC Anderlecht | 48.480 | 1. miejsce w lidze (2011/2012) | III runda kwalifikacyjna LM | faza grupowa LM             |
|         | Club Brugge    | 35.480 | 2. miejsce w lidze (2011/2012) | III runda kwalifikacyjna LM | faza grupowa LE             |
|         | Lokeren        | 6.480  | zdobywca pucharu (2011/2012)   | runda play-off LE           | runda play-off LE           |
|         | KRC Genk       | 16.480 | 3. miejsce w lidze (2011/2012) | III runda kwalifikacyjna LE | 1/16 finału LE              |
|         | KAA Gent       | 12.480 | zwycięzca baraży (2011/2012)   | II runda kwalifikacyjna LE  | III runda kwalifikacyjna LE |

Rumunia
| Drużyna | Drużyna          | Wsp.   | Sposób kwalifikacji            | Runda pierwsza              | Runda ostatnia              |
| ------- | ---------------- | ------ | ------------------------------ | --------------------------- | --------------------------- |
|         | CFR Cluj         | 18.764 | 1. miejsce w lidze (2011/2012) | III runda kwalifikacyjna LM | 1/16 finału LE              |
|         | FC Vaslui        | 13.764 | 2. miejsce w lidze (2011/2012) | III runda kwalifikacyjna LM | runda play-off LE           |
|         | Dinamo Bukareszt | 13.264 | zdobywca pucharu (2011/2012)   | runda play-off LE           | runda play-off LE           |
|         | Steaua Bukareszt | 26.764 | 3. miejsce w lidze (2011/2012) | III runda kwalifikacyjna LE | 1/8 finału LE               |
|         | Rapid Bukareszt  | 8.764  | 4. miejsce w lidze (2011/2012) | II runda kwalifikacyjna LE  | III runda kwalifikacyjna LE |

Szkocja
| Drużyna | Drużyna             | Wsp.   | Sposób kwalifikacji            | Runda pierwsza              | Runda ostatnia              |
| ------- | ------------------- | ------ | ------------------------------ | --------------------------- | --------------------------- |
|         | Celtic              | 32.728 | 1. miejsce w lidze (2011/2012) | III runda kwalifikacyjna LM | 1/8 finału LM               |
|         | Motherwell          | 6.728  | 3. miejsce w lidze (2011/2012) | III runda kwalifikacyjna LM | runda play-off LE           |
|         | Heart of Midlothian | 7.228  | zdobywca pucharu (2011/2012)   | runda play-off LE           | runda play-off LE           |
|         | Dundee United       | 6.228  | 4. miejsce w lidze (2011/2012) | III runda kwalifikacyjna LE | III runda kwalifikacyjna LE |
|         | St. Johnstone       | 4.228  | 6. miejsce w lidze (2011/2012) | II runda kwalifikacyjna LE  | II runda kwalifikacyjna LE  |

- Uwaga: 2. drużyna ligi – Rangers – nie otrzymał licencji na grę w europejskich pucharach i został zastąpiony przez 6. drużynę ligi - St. Johnstone.

Szwajcaria
| Drużyna     | Drużyna        | Wsp.                           | Sposób kwalifikacji            | Runda pierwsza             | Runda ostatnia    |
| ----------- | -------------- | ------------------------------ | ------------------------------ | -------------------------- | ----------------- |
|             | FC Basel       | 53.360                         | 1. miejsce w lidze (2011/2012) | II runda kwalifikacyjna LM | 1/2 finału LE     |
|             | FC Luzern      | 6.360                          | 2. miejsce w lidze (2011/2012) | runda play-off LE          | runda play-off LE |
|             | BSC Young Boys | 16.860                         | 3. miejsce w lidze (2011/2012) | II runda kwalifikacyjna LE | faza grupowa LE   |
| Servette FC | 5.360          | 4. miejsce w lidze (2011/2012) | III runda kwalifikacyjna LE    | II runda kwalifikacyjna LE |                   |

Izrael
| Drużyna         | Drużyna                     | Wsp.                           | Sposób kwalifikacji            | Runda pierwsza             | Runda ostatnia              |
| --------------- | --------------------------- | ------------------------------ | ------------------------------ | -------------------------- | --------------------------- |
|                 | Hapoel Ironi Kirjat Szemona | 4.400                          | 1. miejsce w lidze (2011/2012) | II runda kwalifikacyjna LM | faza grupowa LE             |
|                 | Hapoel Tel Awiw             | 31.400                         | zdobywca pucharu (2011/2012)   | runda play-off LE          | faza grupowa LE             |
|                 | Bene Jehuda Tel Awiw        | 7.400                          | 3. miejsce w lidze (2011/2012) | II runda kwalifikacyjna LE | III runda kwalifikacyjna LE |
| Maccabi Netanja | 5.400                       | 4. miejsce w lidze (2011/2012) | II runda kwalifikacyjna LE     | II runda kwalifikacyjna LE |                             |

Czechy
| Drużyna         | Drużyna           | Wsp.                           | Sposób kwalifikacji            | Runda pierwsza                 | Runda ostatnia              |
| --------------- | ----------------- | ------------------------------ | ------------------------------ | ------------------------------ | --------------------------- |
|                 | Slovan Liberec    | 5.570                          | 1. miejsce w lidze (2011/2012) | II runda kwalifikacyjna LM     | runda play-off LE           |
|                 | Sparta Praga      | 25.570                         | 2. miejsce w lidze (2011/2012) | III runda kwalifikacyjna LE    | 1/16 finału LE              |
| Viktoria Pilzno | 14.070            | 3. miejsce w lidze (2011/2012) | II runda kwalifikacyjna LE     | 1/8 finału LE                  |                             |
|                 | FK Mladá Boleslav | 5.570                          | II runda kwalifikacyjna LE     | 4. miejsce w lidze (2011/2012) | III runda kwalifikacyjna LE |

Austria
| Drużyna | Drużyna           | Wsp.                          | Sposób kwalifikacji            | Runda pierwsza              | Runda ostatnia              |
| ------- | ----------------- | ----------------------------- | ------------------------------ | --------------------------- | --------------------------- |
|         | Red Bull Salzburg | 29.265                        | 1. miejsce w lidze (2011/2012) | II runda kwalifikacyjna LM  | II runda kwalifikacyjna LM  |
|         | Rapid Wiedeń      | 12.265                        | 2. miejsce w lidze (2011/2012) | III runda kwalifikacyjna LE | faza grupowa LE             |
|         | Admira Wacker     | 5.265                         | 3. miejsce w lidze (2011/2012) | II runda kwalifikacyjna LE  | III runda kwalifikacyjna LE |
| SV Ried | 6.765             | finalista pucharu (2011/2012) |                                | II runda kwalifikacyjna LE  | III runda kwalifikacyjna LE |

Cypr
| Drużyna              | Drużyna        | Wsp.                           | Sposób kwalifikacji            | Runda pierwsza              | Runda ostatnia              |
| -------------------- | -------------- | ------------------------------ | ------------------------------ | --------------------------- | --------------------------- |
|                      | AEL Limassol   | 5.099                          | 1. miejsce w lidze (2011/2012) | II runda kwalifikacyjna LM  | faza grupowa LE             |
|                      | Omonia Nikozja | 9.099                          | zdobywca pucharu (2011/2012)   | III runda kwalifikacyjna LE | III runda kwalifikacyjna LE |
|                      | APOEL Nikozja  | 33.599                         | 2. miejsce w lidze (2011/2012) | II runda kwalifikacyjna LE  | runda play-off LE           |
| Anorthosis Famagusta | 17.099         | 4. miejsce w lidze (2011/2012) | III runda kwalifikacyjna LE    | II runda kwalifikacyjna LE  |                             |

### Miejsca 21–30 w rankingu UEFA
Bułgaria
| Drużyna           | Drużyna           | Wsp.                           | Sposób kwalifikacji            | Runda pierwsza             | Runda ostatnia             |
| ----------------- | ----------------- | ------------------------------ | ------------------------------ | -------------------------- | -------------------------- |
|                   | Łudogorec Razgrad | 2.850                          | 1. miejsce w lidze (2011/2012) | II runda kwalifikacyjna LM | II runda kwalifikacyjna LM |
|                   | CSKA Sofia        | 10.350                         | 2. miejsce w lidze (2011/2012) | II runda kwalifikacyjna LE | II runda kwalifikacyjna LE |
| Lewski Sofia      | 11.850            | 3. miejsce w lidze (2011/2012) |                                | II runda kwalifikacyjna LE | II runda kwalifikacyjna LE |
| Łokomotiw Płowdiw | 2.850             | finalista pucharu (2011/2012)  |                                | II runda kwalifikacyjna LE | II runda kwalifikacyjna LE |

Chorwacja
| Drużyna       | Drużyna        | Wsp.                           | Sposób kwalifikacji            | Runda pierwsza             | Runda ostatnia              |
| ------------- | -------------- | ------------------------------ | ------------------------------ | -------------------------- | --------------------------- |
|               | Dinamo Zagrzeb | 24.774                         | 1. miejsce w lidze (2011/2012) | II runda kwalifikacyjna LM | faza grupowa LM             |
|               | Hajduk Split   | 7.774                          | 2. miejsce w lidze (2011/2012) | II runda kwalifikacyjna LE | III runda kwalifikacyjna LE |
| Slaven Belupo | 4.774          | 3. miejsce w lidze (2011/2012) |                                | II runda kwalifikacyjna LE | III runda kwalifikacyjna LE |
|               | NK Osijek      | 3.774                          | finalista pucharu (2011/2012)  | I runda kwalifikacyjna LE  | II runda kwalifikacyjna LE  |

Białoruś
| Drużyna             | Drużyna           | Wsp.                      | Sposób kwalifikacji          | Runda pierwsza             | Runda ostatnia              |
| ------------------- | ----------------- | ------------------------- | ---------------------------- | -------------------------- | --------------------------- |
|                     | BATE Borysów      | 29.641                    | 1. miejsce w lidze (2011)    | II runda kwalifikacyjna LM | 1/16 finału LE              |
|                     | Naftan Nowopołock | 4.141                     | zdobywca pucharu (2011/2012) | II runda kwalifikacyjna LE | II runda kwalifikacyjna LE  |
| Szachcior Soligorsk | 4.141             | 2. miejsce w lidze (2011) |                              | II runda kwalifikacyjna LE | II runda kwalifikacyjna LE  |
|                     | FK Homel          | 4.641                     | 3. miejsce w lidze (2011)    | I runda kwalifikacyjna LE  | III runda kwalifikacyjna LE |

Polska
| Drużyna      | Drużyna        | Wsp.                           | Sposób kwalifikacji            | Runda pierwsza                 | Runda ostatnia            |
| ------------ | -------------- | ------------------------------ | ------------------------------ | ------------------------------ | ------------------------- |
|              | Śląsk Wrocław  | 5.483                          | 1. miejsce w lidze (2011/2012) | II runda kwalifikacyjna LM     | runda play-off LE         |
|              | Legia Warszawa | 11.983                         | zdobywca pucharu (2011/2012)   | II runda kwalifikacyjna LE     | runda play-off LE         |
| Ruch Chorzów | 4.983          | 2. miejsce w lidze (2011/2012) | III runda kwalifikacyjna LE    | II runda kwalifikacyjna LE     |                           |
|              | Lech Poznań    | 22.483                         | III runda kwalifikacyjna LE    | 4. miejsce w lidze (2011/2012) | I runda kwalifikacyjna LE |

Słowacja
| Drużyna           | Drużyna        | Wsp.                           | Sposób kwalifikacji            | Runda pierwsza                | Runda ostatnia              |
| ----------------- | -------------- | ------------------------------ | ------------------------------ | ----------------------------- | --------------------------- |
|                   | MŠK Žilina     | 14.974                         | 1. miejsce w lidze (2011/2012) | II runda kwalifikacyjna LM    | II runda kwalifikacyjna LM  |
|                   | Spartak Trnawa | 4.974                          | 2. miejsce w lidze (2011/2012) | II runda kwalifikacyjna LE    | III runda kwalifikacyjna LE |
| Slovan Bratysława | 7.974          | 2. miejsce w lidze (2011/2012) | II runda kwalifikacyjna LE     | II runda kwalifikacyjna LE    |                             |
|                   | FK Senica      | 3.974                          | II runda kwalifikacyjna LE     | finalista pucharu (2011/2012) | I runda kwalifikacyjna LE   |

Norwegia
| Drużyna   | Drużyna      | Wsp.                          | Sposób kwalifikacji       | Runda pierwsza             | Runda ostatnia              |
| --------- | ------------ | ----------------------------- | ------------------------- | -------------------------- | --------------------------- |
|           | Molde FK     | 3.935                         | 1. miejsce w lidze (2011) | II runda kwalifikacyjna LM | faza grupowa LE             |
|           | Aalesunds FK | 5.435                         | zdobywca pucharu (2011)   | II runda kwalifikacyjna LE | III runda kwalifikacyjna LE |
| Tromsø IL | 4.935        | 2. miejsce w lidze (2011)     | runda play-off LE         | II runda kwalifikacyjna LE |                             |
|           | Rosenborg BK | 20.935                        | 3. miejsce w lidze (2011) | I runda kwalifikacyjna LE  | faza grupowa LE             |
| Stabæk    | 4.935        | ranking Fair Play (2011/2012) | I runda kwalifikacyjna LE | I runda kwalifikacyjna LE  |                             |

Serbia
| Drużyna      | Drużyna          | Wsp.                           | Sposób kwalifikacji            | Runda pierwsza             | Runda ostatnia            |
| ------------ | ---------------- | ------------------------------ | ------------------------------ | -------------------------- | ------------------------- |
|              | Partizan Belgrad | 14.350                         | 1. miejsce w lidze (2011/2012) | II runda kwalifikacyjna LM | faza grupowa LE           |
|              | FK Crvena zvezda | 10.850                         | zdobywca pucharu (2011/2012)   | II runda kwalifikacyjna LE | runda play-off LE         |
| FK Vojvodina | 4.350            | 3. miejsce w lidze (2011/2012) | III runda kwalifikacyjna LE    | II runda kwalifikacyjna LE |                           |
|              | FK Jagodina      | 2.850                          | 4. miejsce w lidze (2011/2012) | I runda kwalifikacyjna LE  | I runda kwalifikacyjna LE |

Szwecja
| Drużyna   | Drużyna         | Wsp.                     | Sposób kwalifikacji       | Runda pierwsza             | Runda ostatnia              |
| --------- | --------------- | ------------------------ | ------------------------- | -------------------------- | --------------------------- |
|           | Helsingborgs IF | 12.680                   | 1. miejsce w lidze (2011) | II runda kwalifikacyjna LM | faza grupowa LE             |
|           | AIK Fotboll     | 5.680                    | 2. miejsce w lidze (2011) | II runda kwalifikacyjna LE | faza grupowa LE             |
|           | IF Elfsborg     | 10.180                   | 3. miejsce w lidze (2011) | I runda kwalifikacyjna LE  | III runda kwalifikacyjna LE |
| Kalmar FF | 7.180           | finalista pucharu (2011) |                           | I runda kwalifikacyjna LE  | III runda kwalifikacyjna LE |

Bośnia i Hercegowina
| Drużyna     | Drużyna          | Wsp.                           | Sposób kwalifikacji            | Runda pierwsza              | Runda ostatnia             |
| ----------- | ---------------- | ------------------------------ | ------------------------------ | --------------------------- | -------------------------- |
|             | FK Željezničar   | 3.683                          | 1. miejsce w lidze (2011/2012) | II runda kwalifikacyjna LM  | II runda kwalifikacyjna LM |
|             | NK Široki Brijeg | 2.933                          | 2. miejsce w lidze (2011/2012) | II runda kwalifikacyjna LE  | II runda kwalifikacyjna LE |
|             | Borac Banja Luka | 3.183                          | 3. miejsce w lidze (2011/2012) | I runda kwalifikacyjna LE   | I runda kwalifikacyjna LE  |
| FK Sarajevo | 4.183            | 4. miejsce w lidze (2011/2012) | I runda kwalifikacyjna LE      | III runda kwalifikacyjna LE |                            |

Finlandia
| Drużyna              | Drużyna       | Wsp.                          | Sposób kwalifikacji         | Runda pierwsza             | Runda ostatnia             |
| -------------------- | ------------- | ----------------------------- | --------------------------- | -------------------------- | -------------------------- |
|                      | HJK Helsinki  | 5.326                         | 1. miejsce w lidze (2011)   | II runda kwalifikacyjna LM | runda play-off LE          |
|                      | Inter Turku   | 3.826                         | 2. miejsce w lidze (2011)   | II runda kwalifikacyjna LE | II runda kwalifikacyjna LE |
|                      | JJK Jyväskylä | 1.826                         | 3. miejsce w lidze (2011)   | I runda kwalifikacyjna LE  | II runda kwalifikacyjna LE |
| KuPS Kuopio          | 2.326         | finalista pucharu (2011)      | III runda kwalifikacyjna LE | I runda kwalifikacyjna LE  |                            |
| Myllykosken Pallo-47 | 2.826         | ranking Fair Play (2011/2012) | II runda kwalifikacyjna LE  | I runda kwalifikacyjna LE  |                            |

### Miejsca 31–40 w rankingu UEFA
Irlandia
| Drużyna       | Drużyna                | Wsp.                      | Sposób kwalifikacji       | Runda pierwsza             | Runda ostatnia              |
| ------------- | ---------------------- | ------------------------- | ------------------------- | -------------------------- | --------------------------- |
|               | Shamrock Rovers        | 4.475                     | 1. miejsce w lidze (2011) | II runda kwalifikacyjna LM | II runda kwalifikacyjna LM  |
|               | Sligo Rovers           | 2.725                     | zdobywca pucharu (2011)   | II runda kwalifikacyjna LE | II runda kwalifikacyjna LE  |
|               | St. Patrick’s Athletic | 4.975                     | 4. miejsce w lidze (2011) | I runda kwalifikacyjna LE  | III runda kwalifikacyjna LE |
| Bohemian F.C. | 3.975                  | 5. miejsce w lidze (2011) | I runda kwalifikacyjna LE | I runda kwalifikacyjna LE  |                             |

- Uwaga: 3. drużyna ligi – Derry City – nie otrzymała licencji na grę w europejskich pucharach i została zastąpiona przez 5. drużynę ligi - Bohemian F.C.

Węgry
| Drużyna         | Drużyna            | Wsp.                          | Sposób kwalifikacji            | Runda pierwsza             | Runda ostatnia             |
| --------------- | ------------------ | ----------------------------- | ------------------------------ | -------------------------- | -------------------------- |
|                 | Debreceni VSC      | 7.950                         | 1. miejsce w lidze (2011/2012) | II runda kwalifikacyjna LM | runda play-off LE          |
|                 | Videoton FC        | 3.450                         | 2. miejsce w lidze (2011/2012) | II runda kwalifikacyjna LE | faza grupowa LE            |
|                 | Budapest Honvéd FC | 2.950                         | 4. miejsce w lidze (2011/2012) | I runda kwalifikacyjna LE  | II runda kwalifikacyjna LE |
| MTK Hungária FC | 1.950              | finalista pucharu (2011/2012) | I runda kwalifikacyjna LE      | I runda kwalifikacyjna LE  |                            |

- Uwaga: 3. drużyna ligi – Győri ETO – nie otrzymała licencji na grę w europejskich pucharach i została zastąpiona przez 4. drużynę ligi - Budapest Honvéd FC.

Mołdawia
| Drużyna          | Drużyna          | Wsp.                           | Sposób kwalifikacji            | Runda pierwsza             | Runda ostatnia             |
| ---------------- | ---------------- | ------------------------------ | ------------------------------ | -------------------------- | -------------------------- |
|                  | Sheriff Tyraspol | 9.849                          | 1. miejsce w lidze (2011/2012) | II runda kwalifikacyjna LM | runda play-off LE          |
|                  | Milsami Orgiejów | 1.599                          | zdobywca pucharu (2011/2012)   | II runda kwalifikacyjna LE | II runda kwalifikacyjna LE |
|                  | Dacia Kiszyniów  | 3.349                          | 2. miejsce w lidze (2011/2012) | I runda kwalifikacyjna LE  | II runda kwalifikacyjna LE |
| Zimbru Kiszyniów | 1.849            | 3. miejsce w lidze (2011/2012) |                                | I runda kwalifikacyjna LE  | II runda kwalifikacyjna LE |

Litwa
| Drużyna   | Drużyna           | Wsp.                      | Sposób kwalifikacji          | Runda pierwsza             | Runda ostatnia             |
| --------- | ----------------- | ------------------------- | ---------------------------- | -------------------------- | -------------------------- |
|           | Ekranas Poniewież | 4.875                     | 1. miejsce w lidze (2011)    | II runda kwalifikacyjna LM | II runda kwalifikacyjna LM |
|           | Žalgiris Wilno    | 1.375                     | zdobywca pucharu (2011/2012) | II runda kwalifikacyjna LE | II runda kwalifikacyjna LE |
|           | Sūduva Mariampol  | 2.875                     | 3. miejsce w lidze (2011)    | I runda kwalifikacyjna LE  | II runda kwalifikacyjna LE |
| FK Szawle | 1.875             | 4. miejsce w lidze (2011) | I runda kwalifikacyjna LE    | I runda kwalifikacyjna LE  |                            |

Łotwa
| Drużyna          | Drużyna            | Wsp.                      | Sposób kwalifikacji          | Runda pierwsza             | Runda ostatnia             |
| ---------------- | ------------------ | ------------------------- | ---------------------------- | -------------------------- | -------------------------- |
|                  | FK Ventspils       | 5.674                     | 1. miejsce w lidze (2011)    | II runda kwalifikacyjna LM | II runda kwalifikacyjna LM |
|                  | Skonto Ryga        | 2.924                     | zdobywca pucharu (2011/2012) | II runda kwalifikacyjna LE | II runda kwalifikacyjna LE |
|                  | Liepājas Metalurgs | 3.174                     | 2. miejsce w lidze (2011)    | I runda kwalifikacyjna LE  | II runda kwalifikacyjna LE |
| Daugava Dyneburg | 1.424              | 3. miejsce w lidze (2011) | I runda kwalifikacyjna LE    | I runda kwalifikacyjna LE  |                            |

Gruzja
| Drużyna         | Drużyna           | Wsp.                           | Sposób kwalifikacji            | Runda pierwsza             | Runda ostatnia             |
| --------------- | ----------------- | ------------------------------ | ------------------------------ | -------------------------- | -------------------------- |
|                 | Zestaponi         | 4.733                          | 1. miejsce w lidze (2011/2012) | II runda kwalifikacyjna LM | II runda kwalifikacyjna LM |
|                 | Dila Gori         | 1.733                          | zdobywca pucharu (2011/2012)   | II runda kwalifikacyjna LE | runda play-off LE          |
|                 | Metalurgi Rustawi | 4.233                          | 2. miejsce w lidze (2011/2012) | I runda kwalifikacyjna LE  | II runda kwalifikacyjna LE |
| Torpedo Kutaisi | 1.733             | 3. miejsce w lidze (2011/2012) | I runda kwalifikacyjna LE      | I runda kwalifikacyjna LE  |                            |

Azerbejdżan
| Drużyna        | Drużyna    | Wsp.                           | Sposób kwalifikacji            | Runda pierwsza             | Runda ostatnia            |
| -------------- | ---------- | ------------------------------ | ------------------------------ | -------------------------- | ------------------------- |
|                | Neftçi PFK | 2.241                          | 1. miejsce w lidze (2011/2012) | II runda kwalifikacyjna LM | faza grupowa LE           |
|                | FK Bakı    | 3.241                          | zdobywca pucharu (2011/2012)   | I runda kwalifikacyjna LE  | I runda kwalifikacyjna LE |
| Xəzər Lenkoran | 1.991      | 2. miejsce w lidze (2011/2012) | I runda kwalifikacyjna LE      | II runda kwalifikacyjna LE |                           |
| İnter Baku     | 2.491      | 3. miejsce w lidze (2011/2012) | I runda kwalifikacyjna LE      | II runda kwalifikacyjna LE |                           |

Słowenia
| Drużyna    | Drużyna          | Wsp.                           | Sposób kwalifikacji            | Runda pierwsza             | Runda ostatnia             |
| ---------- | ---------------- | ------------------------------ | ------------------------------ | -------------------------- | -------------------------- |
|            | NK Maribor       | 6.424                          | 1. miejsce w lidze (2011/2012) | II runda kwalifikacyjna LM | faza grupowa LE            |
|            | Olimpija Lublana | 2.674                          | 2. miejsce w lidze (2011/2012) | I runda kwalifikacyjna LE  | II runda kwalifikacyjna LE |
| ND Mura 05 | 1.424            | 3. miejsce w lidze (2011/2012) | runda play-off LE              | I runda kwalifikacyjna LE  |                            |
| NK Celje   | 1.424            | finalista pucharu (2011/2012)  | I runda kwalifikacyjna LE      | I runda kwalifikacyjna LE  |                            |

Macedonia
| Drużyna          | Drużyna       | Wsp.                           | Sposób kwalifikacji            | Runda pierwsza             | Runda ostatnia             |
| ---------------- | ------------- | ------------------------------ | ------------------------------ | -------------------------- | -------------------------- |
|                  | Wardar Skopje | 1.133                          | 1. miejsce w lidze (2011/2012) | II runda kwalifikacyjna LM | II runda kwalifikacyjna LM |
|                  | FK Renowa     | 2.633                          | zdobywca pucharu (2011/2012)   | I runda kwalifikacyjna LE  | II runda kwalifikacyjna LE |
| Metałurg Skopje  | 1.883         | 2. miejsce w lidze (2011/2012) |                                | I runda kwalifikacyjna LE  | II runda kwalifikacyjna LE |
| Szkendija Tetowo | 2.133         | 3. miejsce w lidze (2011/2012) | I runda kwalifikacyjna LE      | I runda kwalifikacyjna LE  |                            |

Islandia
| Drużyna          | Drużyna | Wsp.                      | Sposób kwalifikacji        | Runda pierwsza             | Runda ostatnia             |
| ---------------- | ------- | ------------------------- | -------------------------- | -------------------------- | -------------------------- |
|                  | KR      | 3.566                     | 1. miejsce w lidze (2011)  | II runda kwalifikacyjna LM | II runda kwalifikacyjna LM |
|                  | FH      | 3.566                     | 2. miejsce w lidze (2011)  | I runda kwalifikacyjna LE  | II runda kwalifikacyjna LE |
| ÍB Vestmannaeyja | 1.316   | 3. miejsce w lidze (2011) | I runda kwalifikacyjna LE  | I runda kwalifikacyjna LE  |                            |
| Þór Akureyri     | 1.066   | finalista pucharu (2011)  | II runda kwalifikacyjna LE | I runda kwalifikacyjna LE  |                            |

### Miejsca 41–53 w rankingu UEFA
Kazachstan
| Drużyna            | Drużyna             | Wsp.                      | Sposób kwalifikacji         | Runda pierwsza             | Runda ostatnia             |
| ------------------ | ------------------- | ------------------------- | --------------------------- | -------------------------- | -------------------------- |
|                    | Szachtior Karaganda | 1.816                     | 1. miejsce w lidze (2011)   | II runda kwalifikacyjna LM | II runda kwalifikacyjna LM |
|                    | Ordabasy Szymkent   | 1.066                     | zdobywca pucharu (2011)     | I runda kwalifikacyjna LE  | II runda kwalifikacyjna LE |
| Żetisu Tałdykorgan | 1.066               | 2. miejsce w lidze (2011) | I runda kwalifikacyjna LE   | I runda kwalifikacyjna LE  |                            |
| FK Aktöbe          | 5.066               | 3. miejsce w lidze (2011) | III runda kwalifikacyjna LE | I runda kwalifikacyjna LE  |                            |

Liechtenstein
| Drużyna | Drużyna           | Wsp.  | Sposób kwalifikacji          | Runda pierwsza            | Runda ostatnia            |
| ------- | ----------------- | ----- | ---------------------------- | ------------------------- | ------------------------- |
|         | USV Eschen/Mauren | 0.800 | zdobywca pucharu (2011/2012) | I runda kwalifikacyjna LE | I runda kwalifikacyjna LE |

Czarnogóra
| Drużyna        | Drużyna             | Wsp.                           | Sposób kwalifikacji            | Runda pierwsza             | Runda ostatnia             |
| -------------- | ------------------- | ------------------------------ | ------------------------------ | -------------------------- | -------------------------- |
|                | Budućnost Podgorica | 2.375                          | 1. miejsce w lidze (2011/2012) | II runda kwalifikacyjna LM | II runda kwalifikacyjna LM |
|                | FK Čelik Nikšić     | 0.875                          | zdobywca pucharu (2011/2012)   | I runda kwalifikacyjna LE  | II runda kwalifikacyjna LE |
| Rudar Pljevlja | 2.375               | 2. miejsce w lidze (2011/2012) | I runda kwalifikacyjna LE      | I runda kwalifikacyjna LE  |                            |
| FK Zeta        | 1.375               | 3. miejsce w lidze (2011/2012) | runda play-off LE              | I runda kwalifikacyjna LE  |                            |

Albania
| Drużyna          | Drużyna           | Wsp.                           | Sposób kwalifikacji            | Runda pierwsza             | Runda ostatnia             |
| ---------------- | ----------------- | ------------------------------ | ------------------------------ | -------------------------- | -------------------------- |
|                  | Skënderbeu Korcza | 1.783                          | 1. miejsce w lidze (2011/2012) | II runda kwalifikacyjna LM | II runda kwalifikacyjna LM |
|                  | KF Tirana         | 2.783                          | zdobywca pucharu (2011/2012)   | I runda kwalifikacyjna LE  | II runda kwalifikacyjna LE |
| Teuta Durrës     | 0.783             | 2. miejsce w lidze (2011/2012) | I runda kwalifikacyjna LE      | I runda kwalifikacyjna LE  |                            |
| Flamurtari Vlora | 1.783             | 4. miejsce w lidze (2011/2012) | I runda kwalifikacyjna LE      | I runda kwalifikacyjna LE  |                            |

Estonia
| Drużyna        | Drużyna              | Wsp.                      | Sposób kwalifikacji          | Runda pierwsza             | Runda ostatnia             |
| -------------- | -------------------- | ------------------------- | ---------------------------- | -------------------------- | -------------------------- |
|                | Flora Tallinn        | 2.283                     | 1. miejsce w lidze (2011)    | II runda kwalifikacyjna LM | II runda kwalifikacyjna LM |
|                | Tallinna FCI Levadia | 3.533                     | zdobywca pucharu (2011/2012) | I runda kwalifikacyjna LE  | II runda kwalifikacyjna LE |
| Nõmme Kalju    | 1.033                | 1. miejsce w lidze (2011) | I runda kwalifikacyjna LE    | I runda kwalifikacyjna LE  |                            |
| JK Narva Trans | 1.283                | 1. miejsce w lidze (2011) | I runda kwalifikacyjna LE    | I runda kwalifikacyjna LE  |                            |

Walia
| Drużyna      | Drużyna             | Wsp.                           | Sposób kwalifikacji            | Runda pierwsza             | Runda ostatnia             |
| ------------ | ------------------- | ------------------------------ | ------------------------------ | -------------------------- | -------------------------- |
|              | The New Saints F.C. | 2.799                          | 1. miejsce w lidze (2011/2012) | II runda kwalifikacyjna LM | II runda kwalifikacyjna LM |
|              | Bangor City         | 3.049                          | 2. miejsce w lidze (2011/2012) | I runda kwalifikacyjna LE  | I runda kwalifikacyjna LE  |
| Llanelli AFC | 1.549               | 3. miejsce w lidze (2011/2012) |                                | I runda kwalifikacyjna LE  | I runda kwalifikacyjna LE  |
| Cefn Druids  | 0.549               | finalista pucharu (2011/2012)  |                                | I runda kwalifikacyjna LE  | I runda kwalifikacyjna LE  |

Armenia
| Drużyna         | Drużyna       | Wsp.                      | Sposób kwalifikacji          | Runda pierwsza             | Runda ostatnia             |
| --------------- | ------------- | ------------------------- | ---------------------------- | -------------------------- | -------------------------- |
|                 | Ulis Erywań   | 0.941                     | 1. miejsce w lidze (2011)    | II runda kwalifikacyjna LM | II runda kwalifikacyjna LM |
|                 | Szirak Giumri | 0.441                     | zdobywca pucharu (2011/2012) | I runda kwalifikacyjna LE  | II runda kwalifikacyjna LE |
| Gandzasar Kapan | 0.941         | 2. miejsce w lidze (2011) |                              | I runda kwalifikacyjna LE  | II runda kwalifikacyjna LE |
| Piunik Erywań   | 3.441         | 3. miejsce w lidze (2011) | I runda kwalifikacyjna LE    | I runda kwalifikacyjna LE  |                            |

Malta
| Drużyna       | Drużyna     | Wsp.                           | Sposób kwalifikacji            | Runda pierwsza            | Runda ostatnia             |
| ------------- | ----------- | ------------------------------ | ------------------------------ | ------------------------- | -------------------------- |
|               | Valletta FC | 2.616                          | 1. miejsce w lidze (2011/2012) | I runda kwalifikacyjna LM | II runda kwalifikacyjna LM |
|               | Hibernians  | 1.116                          | zdobywca pucharu (2011/2012)   | I runda kwalifikacyjna LE | I runda kwalifikacyjna LE  |
| Birkirkara FC | 2.116       | 3. miejsce w lidze (2011/2012) |                                | I runda kwalifikacyjna LE | I runda kwalifikacyjna LE  |
| Floriana FC   | 1.116       | 4. miejsce w lidze (2011/2012) |                                | I runda kwalifikacyjna LE | I runda kwalifikacyjna LE  |

Irlandia Północna
| Drużyna           | Drużyna        | Wsp.                           | Sposób kwalifikacji            | Runda pierwsza            | Runda ostatnia             |
| ----------------- | -------------- | ------------------------------ | ------------------------------ | ------------------------- | -------------------------- |
|                   | Linfield F.C.  | 2.766                          | 1. miejsce w lidze (2011/2012) | I runda kwalifikacyjna LM | II runda kwalifikacyjna LM |
|                   | Portadown F.C. | 1.016                          | 2. miejsce w lidze (2011/2012) | I runda kwalifikacyjna LE | II runda kwalifikacyjna LE |
| Cliftonville F.C. | 1.766          | 3. miejsce w lidze (2011/2012) | I runda kwalifikacyjna LE      | I runda kwalifikacyjna LE |                            |
| Crusaders F.C.    | 1.516          | finalista pucharu (2011/2012)  | I runda kwalifikacyjna LE      | I runda kwalifikacyjna LE |                            |

Wyspy Owcze
| Drużyna       | Drużyna      | Wsp.                      | Sposób kwalifikacji       | Runda pierwsza            | Runda ostatnia            |
| ------------- | ------------ | ------------------------- | ------------------------- | ------------------------- | ------------------------- |
|               | B36 Tórshavn | 0.533                     | 1. miejsce w lidze (2011) | I runda kwalifikacyjna LM | I runda kwalifikacyjna LM |
|               | EB/Streymur  | 2.033                     | zdobywca pucharu (2011)   | I runda kwalifikacyjna LE | I runda kwalifikacyjna LE |
| Víkingur Gøta | 0.783        | 3. miejsce w lidze (2011) |                           | I runda kwalifikacyjna LE | I runda kwalifikacyjna LE |
| NSÍ Runavík   | 1.033        | 4. miejsce w lidze (2011) |                           | I runda kwalifikacyjna LE | I runda kwalifikacyjna LE |

Luksemburg
| Drużyna           | Drużyna       | Wsp.                           | Sposób kwalifikacji            | Runda pierwsza            | Runda ostatnia            |
| ----------------- | ------------- | ------------------------------ | ------------------------------ | ------------------------- | ------------------------- |
|                   | F91 Dudelange | 2.716                          | 1. miejsce w lidze (2011/2012) | I runda kwalifikacyjna LM | runda play-off LE         |
|                   | Jeunesse Esch | 1.466                          | 2. miejsce w lidze (2011/2012) | I runda kwalifikacyjna LE | I runda kwalifikacyjna LE |
| CS Grevenmacher   | 0.966         | 3. miejsce w lidze (2011/2012) |                                | I runda kwalifikacyjna LE | I runda kwalifikacyjna LE |
| FC Differdange 03 | 2.966         | 4. miejsce w lidze (2011/2012) | II runda kwalifikacyjna LE     | I runda kwalifikacyjna LE |                           |

Andora
| Drużyna         | Drużyna         | Wsp.                           | Sposób kwalifikacji            | Runda pierwsza            | Runda ostatnia            |
| --------------- | --------------- | ------------------------------ | ------------------------------ | ------------------------- | ------------------------- |
|                 | FC Lusitanos    | 0.700                          | 1. miejsce w lidze (2011/2012) | I runda kwalifikacyjna LM | I runda kwalifikacyjna LM |
|                 | FC Santa Coloma | 1.700                          | zdobywca pucharu (2011/2012)   | I runda kwalifikacyjna LE | I runda kwalifikacyjna LE |
| UE Santa Coloma | 0.700           | 3. miejsce w lidze (2011/2012) |                                | I runda kwalifikacyjna LE | I runda kwalifikacyjna LE |

San Marino
| Drużyna     | Drużyna       | Wsp.                           | Sposób kwalifikacji            | Runda pierwsza            | Runda ostatnia            |
| ----------- | ------------- | ------------------------------ | ------------------------------ | ------------------------- | ------------------------- |
|             | SP Tre Penne  | 0.933                          | 1. miejsce w lidze (2011/2012) | I runda kwalifikacyjna LM | I runda kwalifikacyjna LM |
|             | SP La Fiorita | 0.183                          | zdobywca pucharu (2011/2012)   | I runda kwalifikacyjna LE | I runda kwalifikacyjna LE |
| AC Libertas | 0.183         | 2. miejsce w lidze (2011/2012) |                                | I runda kwalifikacyjna LE | I runda kwalifikacyjna LE |